# Bataille de l'archipel des Tachen
Première crise du détroit de Taïwan
Batailles
- Récolte d'automne
- Baise
- Commune de Canton
- Nanchang

- Jiangxi (en)
- Hubei-Henan-Anhui (en)
- Honghu (en)
- Hubei-Henan-Shaanxi (en)
- Shaanxi-Gansu (en)

- Jiangxi (en)
- Hubei-Henan-Anhui (en)
- Honghu (en)
- Hubei-Henan-Shaanxi (en)
- Shaanxi-Gansu (en)

- Jiangxi (en)
- Hubei-Henan-Anhui (en)
- Honghu (en)
- Soulèvement de Ningdu (en)
- Hubei-Henan-Shaanxi (en)
- Shaanxi-Gansu (en)

- Jiangxi (en)
- Hubei-Henan-Anhui (en)
- Hunan-ouest Hubei (en)

- Jiangxi (en)
- Hubei-Henan-Anhui (en)

- Wannan
- Campagne d'ouverture
- Yetaishan
- Jiangsu Sud
- Baoying
- Yongjiazhen
- Tianmen
- Linyi
- Wuhe
- Yinji
- Huaiyin-Huai'an (en)
- Xinghua (en)
- Dazhongji (en)
- Lingbi (en)
- Zhucheng (en)
- Lishi (en)
- Pingdu (en)
- Taixing (en)
- Shangdang (en)
- Wuli (en)
- Xiangshuikou (en)
- Rugao (en)
- Weiguangnuan (en)
- Shicun (en)
- Opération Beleaguer (en)
- Houmajia (en)
- Handan (en)
- Pacification du Nord-Est (en)
- Shaobo (en)
- Gaoyou (en)
- Tangguo (en)
- Houma (en)
- Siping (1re) (en)
- Siping (2e) (en)
- Plaine du Nord (en)
- Voie ferrée Tongpu Sud (en)
- Datong–Jining (en)
- Longhai (en)
- Dapu (en)
- Ruhuang (en)
- Dingtao (en)
- Linfu (en)
- Zhengtai (en)
- Datong-Puzhou (en)
- Huaiyin–Huai'an (en)
- Yan'an (en)
- Kalgan (en)
- Lüliang (en)
- Linjiang (en)
- Guanzhong (en)
- Beitashan (en)
- Baoding Sud (en)
- Niangziguan (en)
- Tang'erli (en)
- Menglianggu (en)
- Été 1947, Nord-Est (en)
- Heshui (en)
- Siping (3e) (en)
- Baoding Nord (en)
- Nanlin (en)
- Crête du Méridien (en)
- Rivière Daqing Nord (en)
- Automne 1947, Nord-Est (en)
- Mont Funiu (en)
- Hiver 1947, Nord-Est (en)
  - Gongzhutun (en)
- Pic du phénix (en)
- Tai'an Ouest (en)
- Jingzhong (en)
- Linfen (en)
- Zhouzhang (en)
- Hebei-Rehe-Chahar (en)
- Yanzhou (en)
- Shangcai (en)
- Liaoshen (en)
  - Changchun
  - Jinzhou (en)
  - Tashan (en)
- Jinan (en)
- Taiyuan (en)
- Huaihai (en)
  - Shuangduiji (en)
- Jiulianshan (en)
- Pingjin (en)
  - Tianjin (en)

- Chine Nord (en)
- Chine Sud-centre (en)
- Chine Est (en)
- Dabieshan (en)
- Chine Nord-Ouest (en)
- Wupin (en)
- Chine Sud-Ouest (en)
- Longquan (en)
- Canton Nord (en)
- Guizhou Nord-Est (en)
- Hunan-Hubei-Sichuan (en)
- Hunan Ouest (en)
- Shiwandashan (en)
- Liuwandashan (en)
- Guangxi Ouest (en)

- Shanghai (en)
- Lanzhou (en)
- Ningxia (en)
- Nanchuan (en)
- Guangxi (en)
  - Bobai (en)
- Chengdu (en)
- Bamianshan (en)
- Tianquan (en)
- Yiwu (en)
- Insurrection islamique du Kuomintang (en)
- Frontière sino-birmane (en)

- Quemoy (en)
- Denbu (en)
- Nan'ao (en)
- Île de Hainan (en)
- Dongshan (1re) (en)
- Wanshan (en)
- Bataille de l'île de Nanpeng (en)
- Nanri
- Nanpeng (en)
- Dalushan (en)
- Dongshan (2e)
- Yijiangshan
- Tachen
- Dong-Yin

La bataille de l'archipel des Tachen (en chinois : 大陈等岛之战) désigne un affrontement entre l'Armée de la république de Chine (Taïwan) et l'Armée populaire de libération ayant lieu du 19 janvier au 26 février 1955, lors de la première crise du détroit de Taïwan, pour le contrôle de l'archipel des Tachen, alors sous contrôle de la république de Chine. Elle se termine par une victoire communiste.

## Déroulement de la bataille
Les infrastructures de communication sur les îles sont gravement endommagées après des bombardements communistes qui débutent le 19 janvier. Bien que les pertes soient minimes, la garnison locale nationaliste a été obligée d'utiliser en clair des radios non cryptées pour communiquer avec Taïwan. Celles-ci seront interceptées. La deuxième vague d'attaque a eu lieu également le même jour. Bien que les nationalistes se soient regroupés et aient mis en place un système de défense anti-aérienne, les bombardements ont frappé un endroit totalement inattendu par les défenseurs locaux : le réservoir. Celui-ci a été complètement détruit et sans apport d'eau potable facilement disponible, il était presque impossible de défendre l'archipel.
Après un long débat, le gouvernement nationaliste de la république de Chine accepte de tenir l'archipel jusqu'à ce qu'une évacuation puisse être réalisée par l'US Navy en février 1955 à Taïwan, plus de 321 km au sud. La décision d'évacuer la garnison nationaliste a été prise le 5 février 1955 et la 7e flotte américaine envoie alors 132 bateaux et 400 avions évacuer 14 500 civils, 10 000 soldats et 4 000 combattants anti-communistes, ainsi que 40 000 tonnes de matériel et de fournitures militaires présents sur les îles. Après l'évacuation, le dernier drapeau de la république de Chine sur l'archipel des Tachen a été abaissé par Chiang Ching-kuo. Le gouvernement local de la province du Zhejiang a alors été aboli par les nationalistes du fait que Tachen était leur dernier bastion dans la province.
Les nationalistes avaient laissé un seul régiment en garnison sur l'archipel dans le but de livrer une lutte symbolique aux communistes, celui-ci a tenu jusqu'à la fin février 1955. Le commandant local avait réalisé que la lutte était vaine et ne voulait pas perdre des troupes dans une cause perdue, il avait donc demandé par conséquent et obtenu la permission de se retirer.
La bataille prend fin le 26 février alors que les îles sont entièrement occupées par l'Armée populaire de libération sans combat. Pour les communistes, l'obtention de l'archipel permettait ainsi d'éliminer toute menace nationaliste d'attaque sur la Chine continentale. Tchang Kaï-chek avait à contrecœur permis à l'archipel de tomber aux mains des communistes de sorte que d'autres groupes d'îles, tels que Jinmen et Matsu, pourraient être défendus en contrepartie avec l'aide américaine. L'issue de cette bataille est donc avant tout stratégique.

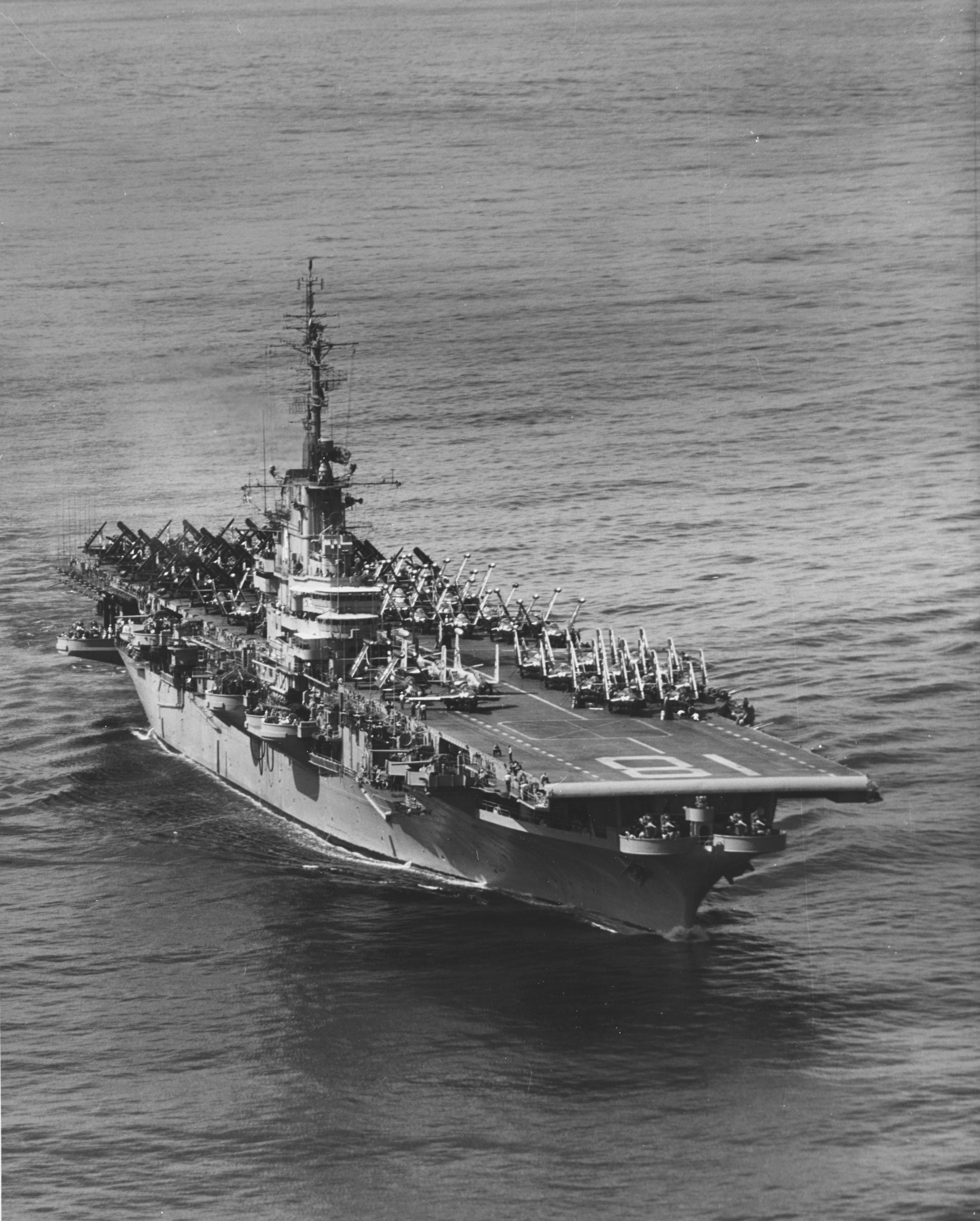
Le porte-avions américain USS Wasp au moment de l'évacuation des îles Tachen